# Haworthia pygmaea var. dekenahii
Haworthia pygmaea var. dekenahii és una varietat de Haworthia pygmaea del gènere Haworthia de la subfamília de les asfodelòidies.

## Descripció
Haworthia pygmaea var. dekenahii és un element retusoide de l'àrea d'Albertinia. Té les fulles més arrodonides amb les puntes contundents que altres espècies. Les fulles són de color verd fosc, amb tubercles elevats, de vegades amb taques platejades. Les plantes no fa fillols i poden ser críptiques. A la natura les plantes tenen fins a 6 cm de diàmetre, en el cultiu poden créixer força grans, més de 10 cm.
Es propaga a través de llavors o per esqueixos de les fulles.

## Distribució i hàbitat
Aquesta varietat creix a la província sud-africana del Cap Occidental, concretament només se'l coneix a una localitat, a Draaihoek, al nord-oest d'Albertinia. Creix molt a prop de H. turgida var. suberecta i H. floribunda var. dentata.

## Taxonomia
Haworthia pygmaea var. dekenahii va ser descrita per (G.G.Sm.) M.B.Bayer
(G.G.Sm.) M.B.Bayer i publicat a Haworthia Update 7(4): 36, a l'any 2012.
Etimologia
Haworthia: nom en honor del botànic britànic Adrian Hardy Haworth (1767-1833).
pygmaea: epítet llatí que vol dir "nana, petita".
var. dekenahii: epítet en honor del fotògraf i conservador sud-africà Albert Jacob Dekenah (1907-1981).
Sinonímia
- Haworthia dekenahii G.G.Sm., J. S. African Bot. 10: 140 (1944). (Basiònim/Sinònim substituït)
- Haworthia retusa var. dekenahii (G.G.Sm.) M.B.Bayer, New Haworthia Handb.: 53 (1982).
- Haworthia magnifica var. dekenahii (G.G.Sm.) M.B.Bayer, Aloe 34: 6 (1997).[6]